# Michael Holt (snooker)
Michael Holt, né le 7 août 1978 à Nottingham, Nottinghamshire, est un joueur de snooker anglais, professionnel depuis 1998.
Holt compte deux victoires dans des tournois classés mineurs, au Classique de Prague 2010 et sur l'Épreuve 4 de Sheffield 2011. L'apparition de ces tournois en matchs à format réduit a permis une nette progression au classement de Holt, qui obtient par ailleurs des résultats médiocres dans des tournois plus longs. Il connaît son meilleur classement en septembre 2013, échelonnant à la 20e place mondiale.
En 2020, il connaît un renouveau puisqu'il remporte son premier titre classé, titre intervenant après 24 années de carrière professionnelle.

## Carrière

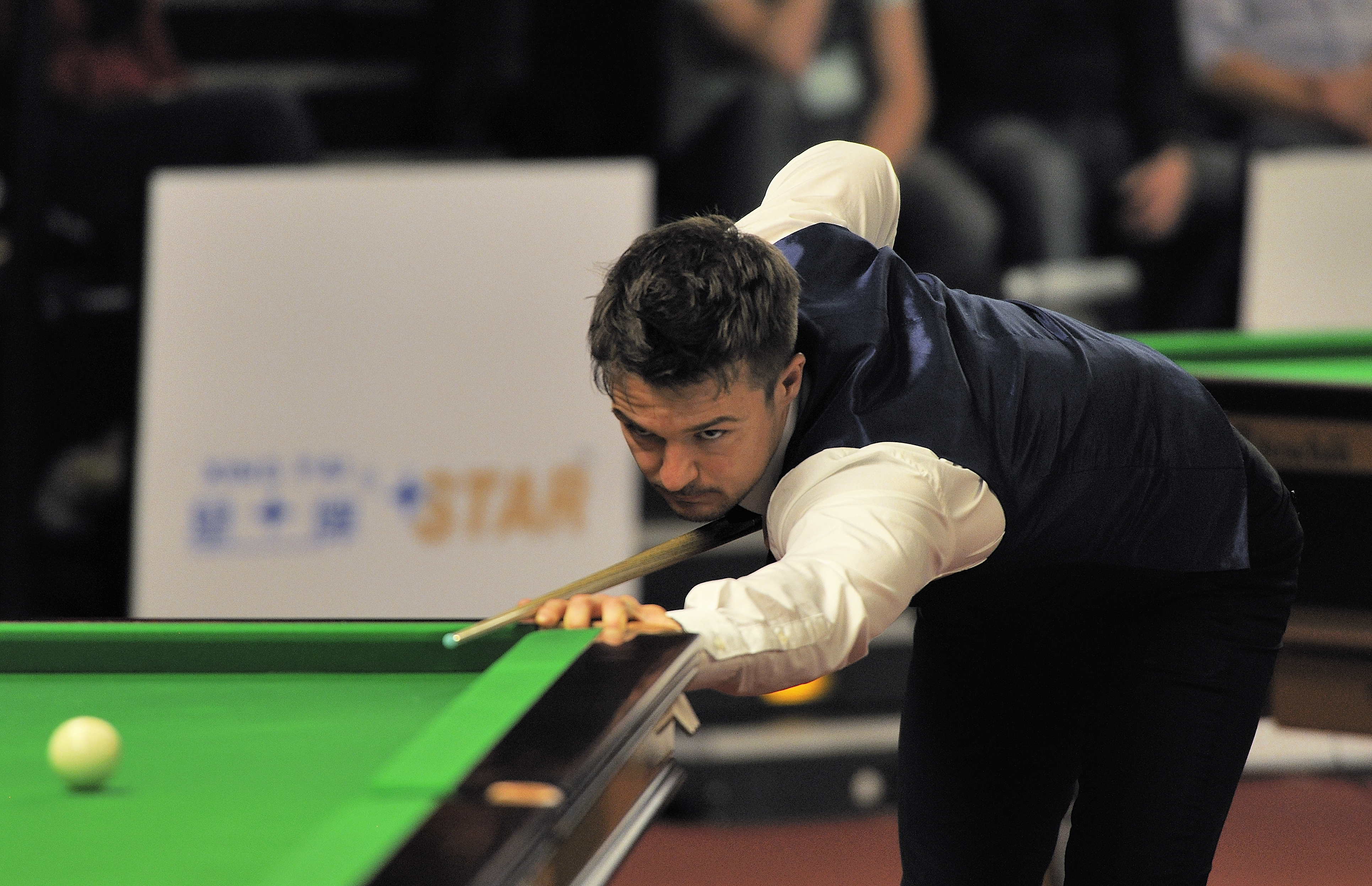
Michael Holt en 2014.

Après être devenu professionnel en 1996, Holt connaît une saison 1996-1997 pratiquement blanche, ne se qualifiant pour aucun tournoi de classement. Ce manque de résultats lui coûte très cher ; Holt est recalé au statut d'amateur pour la saison qui suit. Redevenu professionnel en 1998, il se révèle en 1999, lorsque, tout juste âgé de 21 ans, il atteint les quarts de finale au prestigieux championnat du Royaume-Uni. Il y est éliminé par un certain John Higgins (9 à 6). En 2003, il est de nouveau quart de finaliste en tournoi classé, lors de la coupe LG. Cette performance lui vaut de se classer à la 29e place mondiale en fin de saison. Holt se qualifie au championnat du monde 2005, après trois échecs au dernier match de qualification en 2001, 2002 et 2004. Il bat Paul Hunter, qui venait de se faire diagnostiquer un cancer de l'estomac, sur le score de 10-8, puis est battu par Steve Davis 13-10, après avoir mené 8-2. De nouveau qualifié en 2006, il est battu au premier tour par le futur finaliste, Peter Ebdon, qui, au terme du match, applaudit la prestation de Holt. À l'issue du tournoi, Holt se hisse au 21e rang mondial ; son meilleur classement de fin de saison jamais atteint (statistique actuelle). En 2007, il s'incline à nouveau au premier tour contre John Higgins, qui remporte le titre par la suite.

La saison 2008-2009 apporte des résultats positifs ; Holt est demi-finaliste des internationaux à six billes rouges et augmente de dix place au classement de fin de saison. Les saisons suivantes sont meilleures encore, avec deux titres remportés lors du championnat du circuit des joueurs, au Classique de Prague et au quatrième tournoi de Sheffield. Holt s'adapte facilement aux matchs courts, au meilleur des sept manches, qui lui laissent trop peu de temps pour se déconcentrer. En fin de saison 2010-2011, il est invité à l'épreuve finale du championnat du circuit des joueurs. En bonne forme, il va jusqu'en quart de finale.  

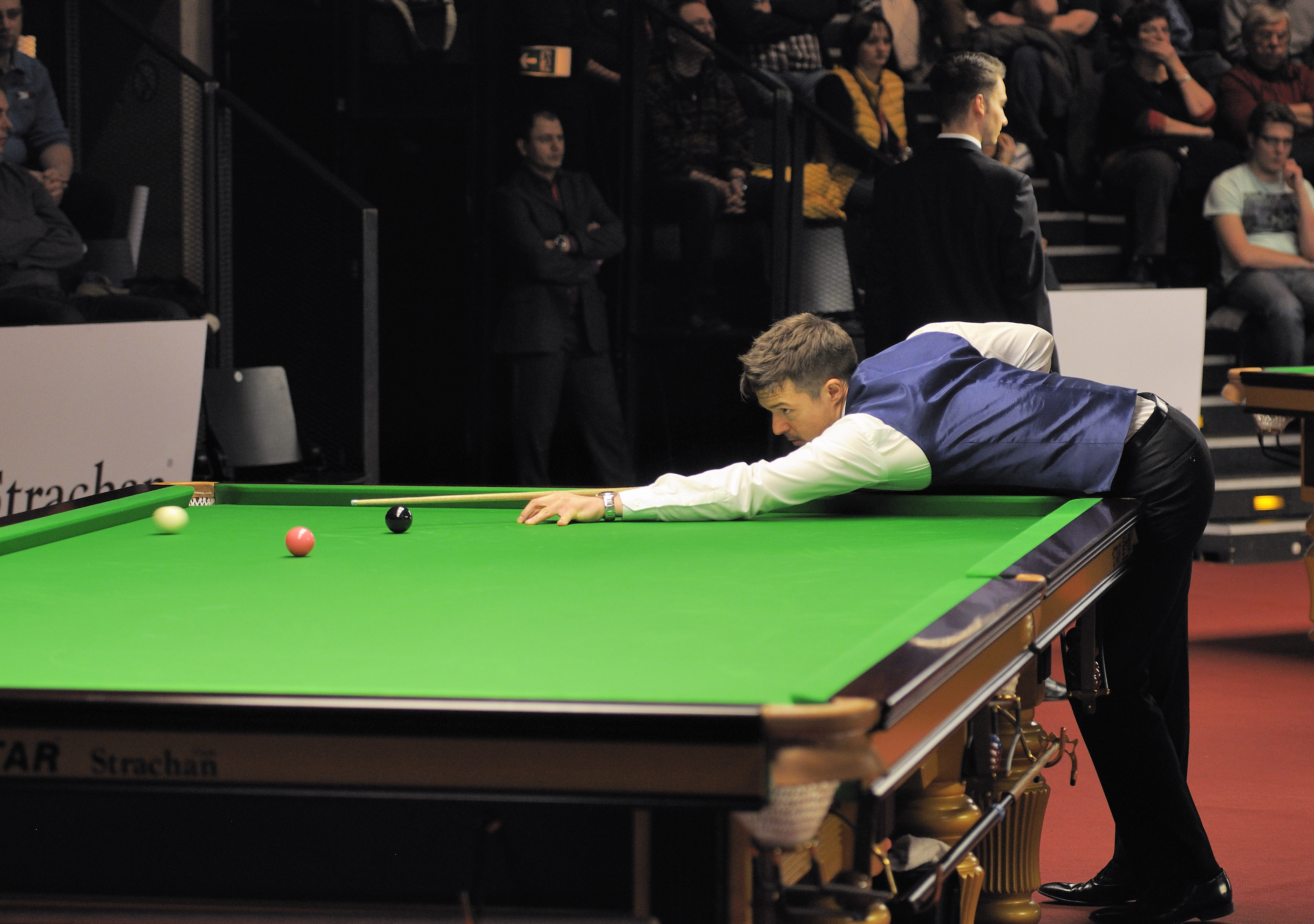
Michael Holt à la table.

Redescendu à la 33e place du classement mondial 2012-2013, Holt atteint un nouveau quart de finale en tournoi classé, lors du Masters d'Allemagne 2013. Après avoir dominé Mark Williams et Kurt Maflin, il est battu par le futur vainqueur du tournoi ; Ali Carter. Quelques jours après, il va jusqu'en demi-finale du Snooker Shoot-Out. En fin de saison, il reconnait la joie de jouer au Crucible Theatre. Il y est balayé par le futur demi-finaliste de l'épreuve ; Ricky Walden. Contrairement à d'habitude, Holt ne s'énerve pas de cette performance, et se montre même joueur, levant les bras vers le ciel lorsqu'il remporte son unique manche dans le match. En 2013, il atteint la demi-finale du Masters de Shanghai, après avoir éliminé Judd Trump au premier tour. Il est finalement battu par Xiao Guodong, révélation du tournoi. Lors du Masters d'Allemagne 2014, Holt atteint un nouveau quart de finale ; le deuxième de suite dans ce tournoi. Il est aussi finaliste sortant de l'Open de Zhangjiagang et de l'Open de Yixing . En toute fin de saison, Holt continue sa progression et obtient en 2014 son meilleur classement : celui de no 20 mondial. Au cours de l'année 2015, Michael Holt est quart de finaliste à deux reprises ; lors du championnat du circuit des joueurs (épreuve finale) et au Shoot-Out. Pendant le premier tournoi cité, il remonte une situation de 0-3, pour s'imposer 4 à 3, contre Stephen Maguire.
L'année 2016 est marquée par une première finale en tournoi classé à long format, lors du Masters de Riga, en Lettonie. Holt est cependant battu par l'Australien Neil Robertson, sur le score de 5-2, Robertson prenant sa revanche puisque Holt l'avait battu quelques semaines plus tôt au premier tour du championnat du monde. Cette première finale intervient vingt ans après son début de carrière professionnelle. Holt enchaîne la même saison quatre autres quarts de finale ; lors du championnat international, du championnat du monde à six billes rouges, du championnat de Chine, et enfin au Masters de Shanghai, où il élimine notamment Ronnie O'Sullivan. Cependant, Michael ne confirme pas et connaît une saison suivante où il baisse considérablement au classement.
En 2019, il atteint une nouvelle finale dans un tournoi classé, au Snooker Shoot Out, mais est finalement défait par le surprenant joueur Thaïlandais, Thepchaiya Un-Nooh, qui ne lui laisse pas la possibilité de s'exprimer. Néanmoins, le format atypique de cette épreuve semble convenir à Holt qui remporte le titre l'année suivante et s'offre ainsi un premier succès majeur ; succès qu'il attendait depuis plus de 24 ans. La même saison, « The Hitman » est quart de finaliste à l'Open mondial ; il retrouve le top 25 du classement mondial.
En revanche, les deux saisons suivantes sont un désastre, si bien que Holt se retrouve classé en dehors du top 64 mondial, ce qui ne lui permet pas de conserver son statut de joueur professionnel. En tant qu'amateur, il performe une nouvelle fois au Shoot-Out, atteignant les quarts de finale et réalisant un centurie. 
Michael Holt retrouve sa place sur le circuit principal après deux saisons passées sur le circuit secondaire (Q Tour), terminant en tête du classement général de la saison 2023-2024, après avoir enregistré le gain de trois épreuves, dont deux de façon consécutive,,. Au championnat du Royaume-Uni, Holt réalise une bonne performance en passant les tours qualificatifs, puis en rejoignant les quarts de finale du tableau final pour la première fois depuis 25 ans,. Auteur d'un bon match, il est quand même battu par le champion du monde en titre, Kyren Wilson (6-3). 

## Personnalité
Joueur caractériel, Holt éprouve des difficultés à rester concentré sur ses parties, en particulier après avoir joué de mauvais coups. Son attitude lui a valu d'être pénalisé de plusieurs manches pour s'être montré injurieux au cours d'un match. Il s'est aussi rendu tristement célèbre pour avoir concédé une manche décisive à l'Open de Chine en 2005 contre Joe Perry, alors qu'il restait 13 billes rouges sur la table, soit un total de 131 points, largement suffisants pour inverser la tendance. La WPBSA a depuis pris des mesures pour empêcher les joueurs de concéder une manche abusivement. Il est désormais impossible aux joueurs d'abandonner s'il leur est mathématiquement possible de remporter la manche.
Holt est surnommé « The Hitman », pour sa propension malheureuse à frapper la table du poing de dépit, ce qui lui a coûté une fracture à un doigt. Il met ses lacunes au plan mental sur le compte de sa confiance fragile et de son incapacité à trouver un équilibre et à contrôler la pression. Ses tentatives pour y remédier, notamment auprès d'un psychologue du sport, sont restées infructueuses.

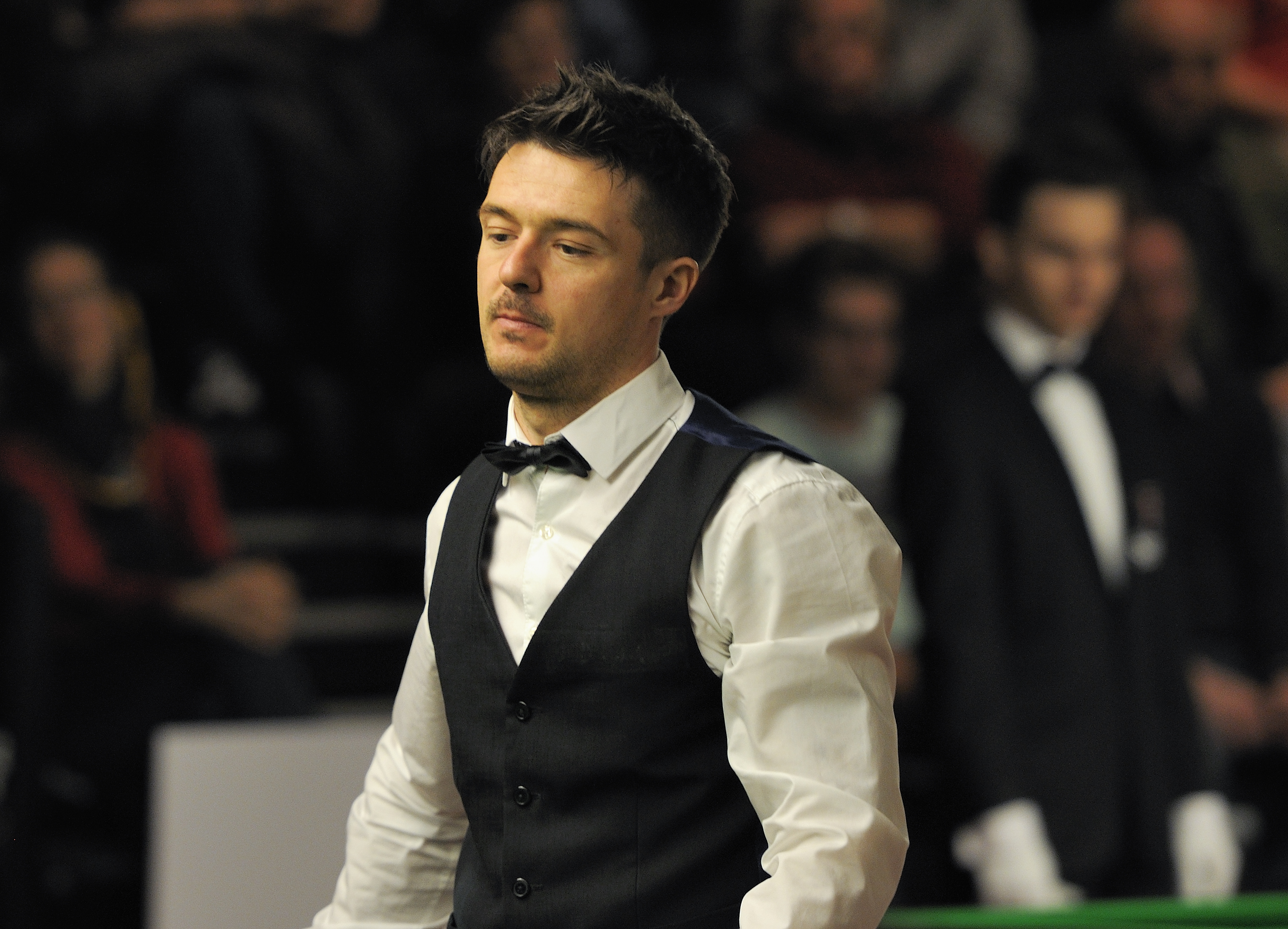
Michael Holt, l'air désabusé.

## Palmarès
| Légende | Catégorie                        | Titres                         | Finales                        |
|         | Tournois classés                 | 1                              | 2                              |
|         | Tournois classés mineurs         | 2                              | 2                              |
|         | Tournois non classés             | 1                              | 1                              |
|         | Tournois en équipes              | 3                              | 0                              |
|         | Tournois pro-am                  | 3                              | 4                              |
|         | Tournois du circuit du challenge | 3                              | 1                              |
|         | Tournois amateurs                | 0                              | 1                              |
| Gras    | Tournois de la triple couronne   | Tournois de la triple couronne | Tournois de la triple couronne |

### Titres
| Saison    | Nom du tournoi                                                  | Lieu        | Finaliste                  | Score | Tableau |
| 2000-2001 | Championnat de Merseyside                                       | Liverpool   | Rod Lawler                 | 5-3   |         |
| 2006-2007 | Open de Fürth                                                   | Fürth       | Barry Hawkins              | 4-2   | Tableau |
| 2006-2007 | Open des Pays-Bas                                               | Bois-le-Duc | Barry Pinches              | 6-4   | Tableau |
| 2009      | Championnat du monde par équipes mixtes (avec Reanne Evans)     | Inconnu     | Joe Perry Leah Willett     | 3-2   |         |
| 2010-2011 | Pink Ribbon                                                     | Gloucester  | Jimmy White                | 6-5   |         |
| 2010-2011 | Classique de Prague                                             | Prague      | John Higgins               | 4-3   | Tableau |
| 2011-2012 | Épreuve 4 de Sheffield                                          | Sheffield   | Dominic Dale               | 4-2   | Tableau |
| 2015      | Championnat du monde par équipes mixtes (2) (avec Reanne Evans) | Inconnu     | Hammad Miah Maria Catalano | 4-1   |         |
| 2017-2018 | Challenge Chine - Grande-Bretagne                               | Shenzhen    | Chine                      | 26-9  | Tableau |
| 2019-2020 | Snooker Shoot-Out                                               | Watford     | Zhou Yuelong               | 1-0   | Tableau |
| 2023-2024 | Q Tour n°2                                                      | Stockholm   | Liam Davies                | 5-2   |         |
| 2023-2024 | Q Tour n°5                                                      | Brighton    | Daniel Womersley           | 5-1   |         |
| 2023-2024 | Q Tour n°6                                                      | Sofia       | Alfie Davies               | 5-4   |         |

### Finales
| Saison    | Nom du tournoi                                   | Lieu         | Finaliste          | Score | Tableau |
| 1997      | Championnat d'Europe amateur des moins de 19 ans | Saint-Hélier | Thomas Dowling     | 3-6   |         |
| 1997-1998 | Circuit du Royaume-Uni (épreuve 1)               | Aldershot    | Paul McPhillips    | 5-6   |         |
| 2005-2006 | Open de Fürth                                    | Fürth        | Mark King          | 2-4   | Tableau |
| 2005-2006 | Open des Pays-Bas                                | Bois-le-Duc  | Bjorn Haneveer     | 1-6   | Tableau |
| 2009-2010 | Pro Challenge Series (épreuve 5)                 | Liverpool    | Barry Hawkins      | 1-6   |         |
| 2010-2011 | Tournoi pro-am Pontins (automne)                 | Prestatyn    | Rob James          | 4-5   |         |
| 2011-2012 | Pink Ribbon                                      | Gloucester   | Mark Joyce         | 0-4   |         |
| 2013-2014 | Open de Zhangjiagang                             | Zhangjiagang | Ju Reti            | 1-4   | Tableau |
| 2014-2015 | Open de Yixing                                   | Yixing       | Ding Junhui        | 2-4   | Tableau |
| 2016-2017 | Masters de Riga                                  | Riga         | Neil Robertson     | 2-5   | Tableau |
| 2018-2019 | Snooker Shoot-Out                                | Watford      | Thepchaiya Un-Nooh | 0-1   | Tableau |